# Passagem Superior de Alcântara
A Passagem Superior de Alcântara foi uma infraestrutura pedonal, que ligava as estações de Alcântara-Mar (Linha de Cascais) e Alcântara-Terra (Linha de Cintura), em Lisboa, Portugal. Funcionou entre 1991 e 2008, quando foi demolida.

## Caracterização
Esta estrutura consistia num conjunto de 3 passagens para peões, totalizando aproximadamente 480 m: uma iniciava-se numa rampa junto à Estação de Alcântara-Terra, percorrendo cerca de 320 m, a vários metros acima do nível da rua, e terminava junto ao cruzamento de estradas onde terminam as Ruas Fradesso da Silveira e de Cascais e se iniciam as Avenidas de Ceuta e 24 de Julho; nesse ponto, a passagem tinha um ramal elevado, com cerca de 40 m de comprimento, para um estabelecimento comercial Jumbo, do lado oposto da Rua de Cascais, e uma rampa de acesso a uma passagem ao nível do solo, com aproximadamente 130 m de extensão, que terminava a Norte da Avenida da Índia, junto ao cruzamento desta artéria com a Rua de Cascais.
O atravessamento da Avenida e ligação à Estação de Alcântara-Mar é efectuado por uma passagem subterrânea. A estrutura incluía, no seu interior, um conjunto de passadeiras rolantes para os utentes.

## História

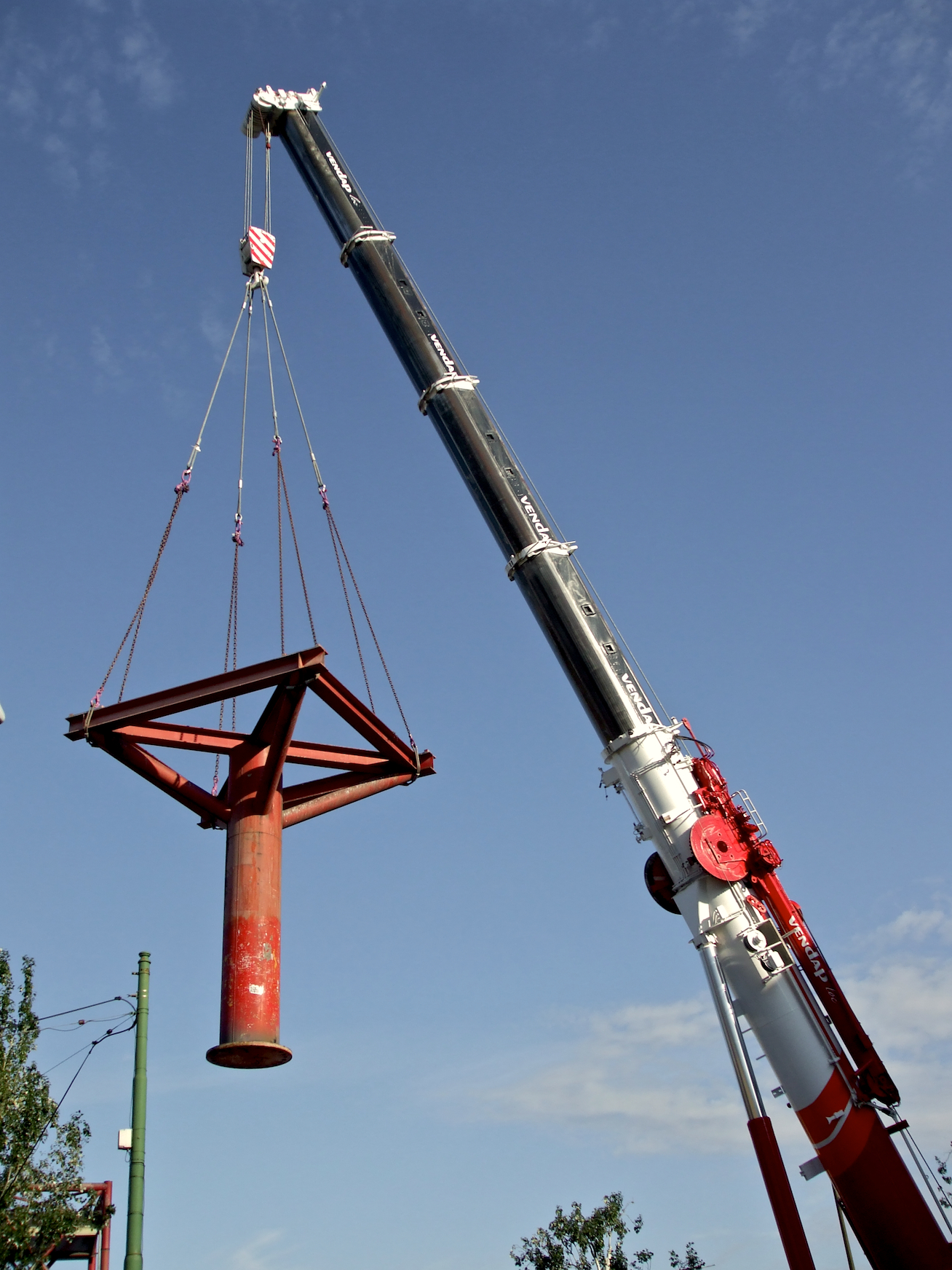
Aspeto do processo de desmontagem, a 20 de Setembro de 2008

### Inauguração
A Passagem Superior de Alcântara foi inaugurada em 1991, de forma a que os passageiros pudessem efectuar o transbordo entre as Estações de Alcântara-Mar, na Linha de Cascais, e Alcântara-Terra, na Linha de Cintura, pois não existe qualquer serviço ferroviário de passageiros que ligue estas linhas. Pretendia-se, assim, melhorar as ligações entre o centro de Lisboa e a Linha de Cascais.

### Declínio e demolição
Desde a abertura à exploração que esta estrutura não teve o movimento previsto, e, após alguns anos, deixou de ser efectuada a manutenção, pelo que as passadeiras rolantes começaram a avariar; depois, o ramal para o Jumbo, que também era utilizado frequentemente para atravessar a estrada, foi encerrado, e toda a estrutura entrou em estado de degradação, reduzindo ainda mais o número de utentes.
Em 3 de Outubro de 2007, um grupo de vereadores, liderada pelo antigo presidente da Câmara Municipal de Lisboa, Carmona Rodrigues, apresentou uma proposta para a demolição da Passagem Superior, com base no avançado estado de degradação e abandono em que esta se encontrava; este pedido, que se englobou num projecto de requalificação da zona de Alcântara, sugeriu que se formasse um protocolo com a Rede Ferroviária Nacional, que já desde antes se tinha mostrado interessada na demolição da estrutura.

A demolição da estrutura, prevista para 15 de Setembro de 2008, foi levada a cabo entre os dias 20 e 22 desse mês, tendo as obras de remoção afectado o trânsito na zona; esta medida foi aplaudida alguns moradores do Alcântara Rio, empreendimento habitacional de luxo vizinho, que consideravam a estrutura como uma obstrução visual.